# 托沃西區
托沃西區（西班牙語：Tobosi），是哥斯達黎加的一個區，位於該國東部卡塔戈省，處於卡塔戈東南面6公里，面積21.12平方公里，海拔高度1,380米，2010年人口6,569，人口密度每平方公里311.03人。